# Nordlandkai
Der Nordlandkai (auch Vorwerker Hafen) ist einer der Lübecker Häfen an der Trave. Er wird von der Lübecker Hafengesellschaft (LHG) betrieben.
Der Nordlandkai ist spezialisiert auf den Umschlag und die Lagerung von Forstprodukten, bis 2014 insbesondere Papier aus Finnland. Außerdem wird das Terminal für den Umschlag von Lkw und Sattelaufliegern (Trailer), Containern, Schwergut und Projektladung genutzt. Seit 2015 wird der Hafen auch für den Umschlag von Schüttgütern (zunächst Baustoffen für den Straßenbau) von Eisenbahnwaggons auf Lkw genutzt.
Durch den Wechsel des Umschlagortes von Lübeck nach Rostock beim finnischen Papierhersteller UPM sank das Umschlagaufkommen am Nordlandkai erheblich, nur die Stora Enso Süd blieb als Großkunde im Papierbereich hier. Im Jahr 2014 wurden am Nordlandkai 2.342.224 t umgeschlagen, 2004 waren es noch 5.534.763 t.

## Daten
- Kailänge: 1.550 Meter
- Vier Liegeplätze mit RoRo-Rampen, davon einer mit Oberdeckrampe
- Terminal-Größe: 484.000 m²
- Gleislänge (Hafenbahn): 10.000 Meter
- Wassertiefe: 9,5 Meter
- Hallenkapazität: ca. 120.000 m² + ca. 50.000 m² Vordächer
- Umschlagvolumen 2014: 2.342.224 Tonnen